# Canuto Berea Rodríguez
Canuto José Berea Rodríguez (La Coruña, 28 de junio de 1836 - ib., 24 de febrero de 1891) fue un empresario, director de orquesta, violinista, pianista, profesor y compositor español. 

## Biografía
En 1854 abrió un almacén de música que destacó muy pronto por la riqueza de sus fondos bibliográficos que diez años después alcanzaban los 30 000 títulos de partituras, así como por la calidad de los instrumentos que vendía y la del taller de reparación de instrumentos. Fue director titular de la Orquesta del Teatro Principal (Hoy teatro Rosalía de Castro) desde 1862, su enorme prestigio ciudadano fue un apoyo fundamental para el establecimiento de las nuevas agrupaciones. Se le considera uno de los pioneros del orfeonismo gallego junto a Juan Castro "Chané" y a Pascual Veiga. Compositor eminentemente popular, su catálogo abarca obras escénicas, sinfónico-corales, sinfónicas, para piano y canciones que se conservan en la colección "Canuto Berea" de la Biblioteca Provincial de La Coruña. Entre sus más famosas obras cabe destacar, entre otras, La Alfonsina, muñeira sinfónica dedicada al Príncipe Don Alfonso. 
Una de sus dedicaciones profesionales como pianista fue la enseñanza, y entre sus alumnos más aventajados figuró María Lois, pianista coruñesa de reputadas condiciones musicales que con tan solo quince años validó la carrera de piano completa en el Conservatorio de Madrid. 
Su actividad extendida a toda Galicia le llevó a ser consejero del Banco de España, de la Sociedad de Crédito Gallego, Presidente de la Cámara de comercio, Vocal de la Junta de Obras del Puerto, Alcalde de La Coruña en 1889, Diputado provincial, Presidente de la Reunión Instructiva y Recreativa de Artesanos.

## Premios y reconocimientos
Su autoridad musical como intérprete y como docente, fue reconocida con numerosos nombramientos y distinciones como la de Académico de San Fernando, el de Presidente de Bellas Artes de La Coruña, o el de  caballero gran cruz de la Orden de Carlos III. 
- Datos: Q5651996
- Multimedia: Canuto Berea Rodríguez / Q5651996